# Patrick Duncan (Menschenrechtsaktivist)
Patrick Baker Duncan (* 29. Juni 1918 in Johannesburg; † 4. Juni 1967 in London) war ein südafrikanischer Kolonialbeamter, Politiker, Anti-Apartheid-Aktivist, Journalist und Schriftsteller.

## Leben

### Kindheit und Ausbildung
Patrick Duncan wurde als Sohn des schottischstämmigen Politikers und späteren Generalgouverneurs der Südafrikanischen Union Sir Patrick Duncan in Johannesburg geboren. Seine Mutter Alice Duncan, geborene Dold, war deutschstämmig. Er hatte zwei jüngere Brüder und eine jüngere Schwester. Mit elf Jahren erkrankte er an einer Osteomyelitis im Knie und war dadurch dauerhaft gehbehindert. Er verbrachte zu Heilungszwecken ein Jahr in Lausanne und besuchte anschließend das Diocesan College in Kapstadt. Er setzte seine Schullaufbahn am britischen Winchester College fort und studierte schließlich am Balliol College in Oxford, wo er Kurse in Philosophie, Politikwissenschaften und Wirtschaftswissenschaften belegte, schließlich aber einen Abschluss in Französisch erwarb. Am Balliol College lernte er 1938 Helmuth James Graf von Moltke kennen, der ihn bei einem Aufenthalt in Kreisau mit dem Kreisauer Kreis bekannt machte. Seinen Deutschlandaufenthalt ergänzte Duncan durch Besuche bei Verwandten seiner Mutter und eine dreiwöchige Tätigkeit im Juli 1938 in einem Jugendlager des Reichsarbeitsdienstes, wo er einen Eindruck vom System des Nationalsozialismus erhielt.

### Tätigkeit für die britischen Kolonialbehörden
Bei Kriegsbeginn meldete er sich als Freiwilliger, wegen seines steifen Knies wurde er jedoch abgewiesen. 1941 begann Duncan seine Laufbahn in der britischen Kolonialverwaltung Basutolands – des späteren Lesotho – als Assistant District Officer. Er lernte, fließend Sesotho zu sprechen. Bereits 1943 verfasste er unter dem Pseudonym Melanchthon (deutsch: „Schwarzerde“) eine Schrift über das Problem der Bodenerosion in Basutoland. Duncan unterstützte den einheimischen, in Südafrika nach dem Natives Land Act enteigneten Schriftsteller Thomas Mofolo finanziell. 1945 wurde er zum Privatsekretär des High Commissioner in Kapstadt berufen. 1947 heiratete er Cynthia Ashley Cooper, die spätere Lady Bryan. Mit ihr hatte er zwei Söhne und zwei Töchter. Nach seiner Hochzeit kehrte er in seine frühere Position nach Basutoland zurück. 1949 lebte er zeitweilig in London, wo er Kurse an der London School of Economics belegte. In Basutoland stieg Duncan 1951 zum Judicial Commissioner (etwa: „Kommissar für Rechtsprechung“) auf. Er verfasste in dieser Zeit das Handbuch Sotho laws and customs, das auch die traditionellen Laws of Lerotholi enthielt, als Grundlage der Rechtsprechung in der Kolonie diente und 1960 gedruckt wurde. Sein Assessor war der spätere Premierminister Leabua Jonathan, dessen Aufstieg er begleitete. Durch ihre Gespräche auf den langen Reisen durch Basutoland begann Jonathan sich für Politik zu interessieren.

### Oppositionsarbeit in Südafrika
Nach dem Sieg der Nasionale Party bei der Wahl 1948 engagierte sich Duncan in der südafrikanischen Politik. Er wandte sich gegen den Rassismus und vertrat die Philosophie Mahatma Gandhis, Satyagraha. 1952 verließ Duncan den Kolonialdienst und erwarb eine Farm im Oranje-Freistaat nahe der Grenze zu Basutoland. Während dieser Zeit war er in der Defiance Campaign aktiv und demonstrierte zusammen mit Gandhis Sohn Manilal in Germiston, was zu seiner Festnahme und einer Verurteilung zu drei Monaten Zwangsarbeit führte. 
Er arbeitete mit dem African National Congress (ANC) zusammen, misstraute ihm aber, da er als Antikommunist dessen Zusammenarbeit mit der South African Communist Party scharf ablehnte. 1955 trat er der Liberal Party of South Africa (LPSA) bei, wo er zum radikalen Flügel gehörte. 1956 bis 1957 war Duncan nationaler Organisationsleiter der Partei. 1958 zog er nach Kapstadt, wo er die 14-täglich erscheinende Zeitung Contact herausgab. Das Blatt richtete sich an Südafrikaner aller Bevölkerungsgruppen und stand der LPSA nahe, war aber deutlich antikommunistisch. 
Duncan unterstützte Leabua Jonathan 1959 bei der Gründung der spätere Regierungspartei Basotho National Party (BNP). Im selben Jahr kandidierte er im Kapstädter Wahlkreis Sea Point für die Wahl zum Parlament der Kapprovinz. Er vertrat dabei die Absicht, auch Nicht-Weiße in den Schwimmbädern des Badeortes zuzulassen, worauf sich das Wählervotum zugunsten des Kandidaten der United Party wendete. 1960 war es Duncan, der beim Marsch von rund 30.000 Schwarzen in Kapstadt, unter Führung des Pan Africanist Congress (PAC), zwischen Demonstranten und Polizei vermittelte. Im März 1961 wurde er erstmals gebannt, erneut im März des Folgejahres. Sein Aufenthalt war damit auf den Raum Kapstadt beschränkt, er flüchtete jedoch nach Basutoland. Dort erwarb er zwei Einzelhandelsgeschäfte im Quthing-Distrikt und trat 1963 als erster Weißer dem PAC bei, da er nunmehr den Verzicht auf Gewalt ablehnte. Duncan traf sich in den USA mit Vertretern der Kennedy-Regierung und sprach in New York vor dem UN Special Committee on Apartheid. Auf seinem Rückweg wurde ihm in London mitgeteilt, dass er in Basutoland zur unerwünschten Person erklärt worden sei.

### Tätigkeiten in Algerien
Im Jahr 1964 veröffentlichte Duncan in London bei Methuen Publishing das Buch South Africa’s rule of violence über die staatliche Repression in Südafrika. Er wurde Repräsentant des PAC für Nordafrika und lebte in Algerien. 1965 gratulierte er Leabua Jonathan in einem Brief nach dessen Wahlsieg. Der PAC, der die Basutoland Congress Party unterstützt hatte, enthob ihn seines Postens. Duncan blieb in Algerien und arbeitete in Constantine für die Hilfsorganisation Comité chrétien de service en Algérie (CCSA), die im Rahmen christlicher Flüchtlingshilfsaktivitäten initiiert worden war. Dort lernte er Gerda Jöckel kennen, mit der er zwei weitere Söhne hatte.
Duncan erkrankte in seinen späten Lebensjahren an aplastischer Anämie und starb 1967 in einem Londoner Krankenhaus.

## Bibliographie
- 1960: Sotho laws and customs. Oxford University Press.
- 1964: South Africa’s rule of violence. Methuen, London.
- 1975: Man and the earth. Volturna Press, Peterhead, Aberdeenshire
  - Neuauflage bei YouCaxton, Shrewsbury 2015, ISBN 978-1-909-64479-3.[9]